# Історія Рівного

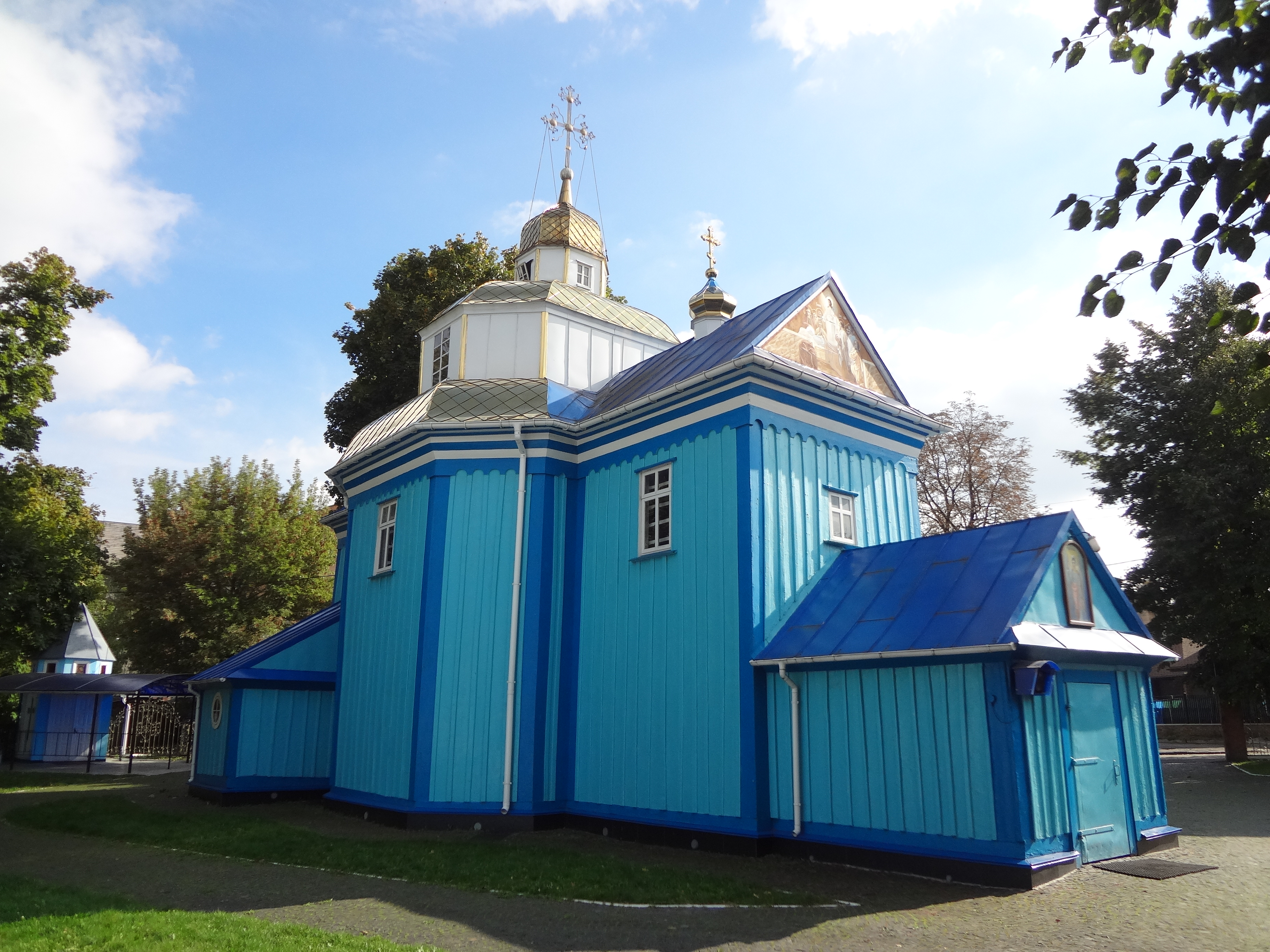
Свято-Успенська церква 1756 року в Рівному — пам'ятка архітектури національного значення

Історія Рівного, міста та обласного центру Рівненської області України, охоплює період від першої письмової згадки в 1283 році й до наших днів, а також основні ранні дані про політичне становище та археологічні знахідки на території сучасного міста Рівного.

## Основні відомості
Рівне — місто обласного значення в Україні, обласний центр Рівненської області, центр Рівненського району Рівненської області.
Місто розташоване на річці Устя. У місті є три виші, два театри. Історико-краєзнавчий музей. Успенська дерев'яна церква (XVIII століття). Рівне відоме з 1283 року. Магдебурзьке право з 1492 року. Статус міста з 1939 року. У 1939—1991 роках місто називалося Ро́вно.

## Походження назви
Існує кілька версій походження назви міста:
- За однією з них Рівне стало Рівним через розташування на рівній низинній місцевості[a], в історичних документах місто також згадується як Рівненське, Рівне.
- Інша версія полягає в наявності навкруги поселення потужних оборонних ровів, заповнених водою, в середньовіччі, оскільки в минулі століття існувало навіть міське передмістя під назвою Зарова.
- У 1707 році Рівне описується в «Днівнику замітках князя Куракина» під ім'ям Ровное (польською мовою — РУВНЕ, українською — РІВНЕ). Дослідивши старі укріплення древнього рівенського замку він припускає, що фундаментальними захисними фортифікаціями стояли рови й вали, котрими була оточена ця фортеця в долині р. Устя. Словник Сташевського з 1959 року надає «Rowne» — ім'я це не показує рівне поле, як говорить Брікнер, але виділяє кінцівку «но» до назви Рів. Підкріпляється це так само й вимовою сієї назви місцевими селянами — Рівне, до Рівного і т. д.[2]
- Є версія авторства Рівного від князя Острозького, який став власником начебто «сотого» населеного пункту, тобто стало «Рівно сто»[b], проте, письмовими джерелами це не підтверджено[c].

## Долітописні часи
Археологічні знахідки доводять, що на території, де розкинулося Рівне, проживали люди в часи мідного віку (IV — III тисячоліття до н.е.), ранньої бронзи (кінець III — початок II тис. до н. е.), землеробські та скотарські племена. Було знайдено римські знахідки — щит, статуетки І — ІІ століть, — що свідчить про зв'язки місцевого населення з римськими провінціями. Проживало тут деякий час слов'янське плем'я древлян.

### Палеоліт
На околицях міста біля с. Бармаки, нині в межах міста, знаходиться пізньопалеолітична стоянка давньої людини (35 тис. до н. е.). На високому березі річки Горинь поблизу села Новий Двір, включеного до міської смуги, виявлені знахідки крем'яних знарядь доби палеоліту.

### Неоліт
На правому березі річки Устя, на південь від міського пляжу, біля Басівкутського водосховища, виявлено поселення найдавніших землеробів(друга половина V тис. до н. е.). Фрагменти глиняного посуду та вироби з кременю і кістки культури лінійно — стрічкової кераміки (4 500 років до н. е.) знайдені в районі вулиць Чорновола, Тополевої, Шкільної.

### Енеоліт
- Біля Басівкутського водосховища, на правому березі річки Устя в урочищі «Пляж» досліджено поселення доби міді. На північній околиці с. Тютьковичі, нині в межах міста, поселення лендельської культури (IV тис. до н. е.).
- По вул. Степовій під час ґрунтових робіт було виявлено ґрунтове поховання малицької культури (IV—III тис. до н. е.). Знайдено глиняний посуд, крем'яну тесловидну сокиру та намисто з мушель.
- Поселення пізньотрипільської культури виявлені в районі урочища «Пляж» та в околицях колишнього с. Новий Двір. Знахідки виробів з кременю, кістки та фрагменти кераміки доби міді виявлено в районі вулиць Чорновола та С. Бандери.

## Русь
З кінця X століття територія Рівного в складі Володимирського князівства була в залежності від столичного Києва, з другої полонини XII — першої половини XIII століття, входила до складу т. зв. Погорини, яка кілька разів переходила з рук у руки київських та волинських князів.

## Галицько-Волинська держава
Рівне на східних рубежах свого князівства збудував волинський князь Володимир Василькович, племінник Данила Галицького.
З 1200 до 1340 року територія нинішнього міста належала до Галицько-Волинського князівства. Саме до цього періоду відноситься перша письмова згадка про Рівне — 1283 рік, коли під цим населеним пунктом відбулася битва польських та литовських військ. Перша відома писемна згадка про Рівне як про один з населених пунктів Галицько-Волинського князівства датована 1283 роком. Цей запис зроблений латинською мовою у польській хроніці «Рочнік капітульни Краковскі». Однак, останні розкопки можуть перетворити Рівне на стародавнє українське місто. Рівне на 250 років старше, про що стверджують місцеві археологи. Під час останніх досліджень місцеві науковці відшукали будівлі, керамічний посуд, залишки зброї й будівель, датованих X століттям.

## Велике князівство Литовське
Після розпаду цього князівства 1340 року територія нинішнього міста в складі волинських земель відійшла до Великого князівства Литовського. Адміністративна територія Волині була поділена на три староства. Територія нинішньої Рівненської області, а в її складі й Рівного, відійшла до Луцького староства. На початку XV століття Рівне згадується як село луцького землевласника Дичка.

## У складі Речі Посполитої

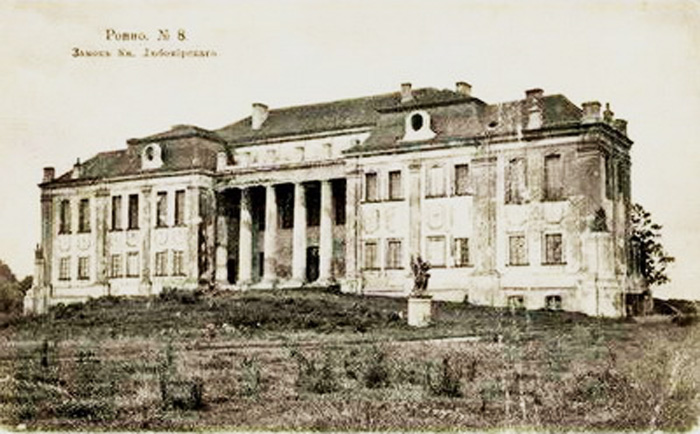
Палац Любомирських на архівному фото

У 1481 році за дочкою князя Несвицького Анастасією переходить Рівне до Гольшанських.

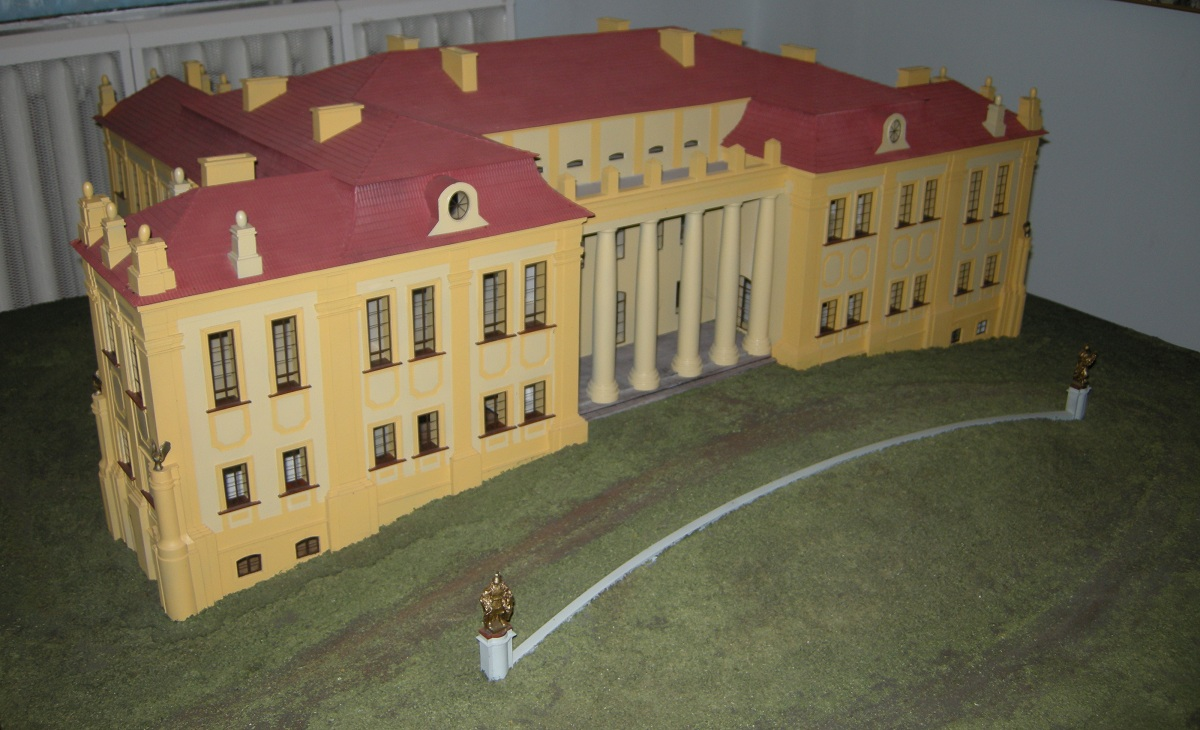
Макет палацу в Рівненському краєзнавчому музеї

Найстародавніша архітектурна пам'ятка міста Рівного належить до XV століття Це Палац Любомирських (за прізвищем останніх власників). У 1461 році у Івашка Дичка Рівне купив волинський князь С. Несвицький, представник русько-литовської династії Гедиміновичів. Після його смерті в 1479 році вдова князя іменувала себе М. Рівненською. Вона побудувала на одному з річкових островів замок, і незабаром саме вона дістала для свого маєтку Магдебурзького права. Протягом XVI—XVII століть, переходячи з рук в руки, замок перебудовувався. У ньому по черзі княжило декілька родів — Острозьких, Замойських, Конецпольських, Валевських, а з 1723 року — Любомирських, які відновили замок, перетворивши його в розкішний палац, який понад двох століть був їхньою резиденцією.
У 1492 під час правління польського короля і великого князя Казимира Ягеллона місто отримує Магдебурзьке право, за яким воно зрівнялося з іншими містами, що мали своє самоврядування. Найдостойніші люди увійшли до складу міської ради. У місті був і свій лавницький (купецько-міщанський) суд, який розглядав карні та цивільні справи. З 1518 по 1621 місто перебувало у власності князів Острозьких.
Після Люблінської унії 1569 року Рівне разом з іншими українськими містами опинилося у складі Польщі як місто Луцького повіту, тобто, саме з 1569 року Рівне переходить від Литви до Польщі. У цьому ж 1569 році на місто зробили набіг татари, розграбували й спустошили його, спалили церкву і костел.
Місто знову відбудувалося, і в 1575 році у Рівному було 543 господи (дими, окремі сімейні господарства), а в 1606 році Анна Острозька відбудувала костел. Після спустошливих татарських набігів 1617-1619-х років від міста залишилося знову попелище, був спалений навіть замок.
У 1620 році місто Рівне, як придане Катерини Острозької, дісталося Томашу Замойському. У 1629 році в Рівному, відповідно до опису, було 505 господ, 10 вулиць, проживало понад 3 тис. осіб (у той час у Києві проживало близько 18 тис. осіб), але в 1640 році місто в черговий раз було спустошене татарами. У 1648 і в 1680 роках його зруйнували козацькі загони.
У 1667 в результаті Андрусівської угоди Рівне залишається під владою Речі Посполитої. У тому ж році в місті була епідемія чуми. У 1691 році місто було знищено під час пожежі. У 1706 в ході Російсько-шведської війни місто було захоплено військами Карла XII. Шведи пограбували кілька будинків.
1723 — Рівне переходить у власність польських шляхтичів Любомирських. Володарем Рівного стає Юрій (Єжи) Любомирський. У XVIII столітті князі Любомирські були найбагатшим магнатським родом на Волині, а часами й в цілій Польщі.
У середині XVIII століття Любомирський вважався найбагатшою людиною в Польщі й навіть боровся за королівську корону з С. А. Понятовським. Хто знає, як склалася б сучасна карта Центральної Європи, якби він не програв цю боротьбу Станіславу-Августу, при якому Річ Посполита була розділена між Австрією, Прусією і Росією. Новий власник міста Юзеф Любомирський продовжив перебудову замку, остаточно перетворивши його в чудовий палац. З Італії був запрошений художник Вілляні, що прикрасив фресками стіни та софіти, а художник Лукашевич виконав портрети тутешніх князів. Був очищений і заглиблений ставок, в палацовому саду з'явилися кам'яні статуї, каруселі, майданчики для ігор і розваг.
У 1792 році в Рівному побував національний герой Польщі генерал Тадеуш Косцюшко, який приїздив до тодішньої господині рівненського палацу Людвіги Любомирської, в яку він був у юності закоханий.
У 1775 році почалося будівництво костьолу, а незабаром місто отримало привілеї на проведення 4-х тижневої ярмарки.

## Російська імперія
З 1793 року Рівне стає повітовим містом Волинського намісництва, а з 1797 року — губернії. До складу Рівненського повіту тоді входили ряди, волостей: Березнівська, Висоцька, Вирівська, Деражненська, Дубровицька, Дядьковицька, Клеванська, Костопільська. Кустинська, Любиковицька, Межиріцька, Немовицька, Рівненська, Селищанська, Степанська, Стидинська, Тучинська. У новоствореному повіті урядові посади займали переважно росіяни, проводилась широка русифікація краю.

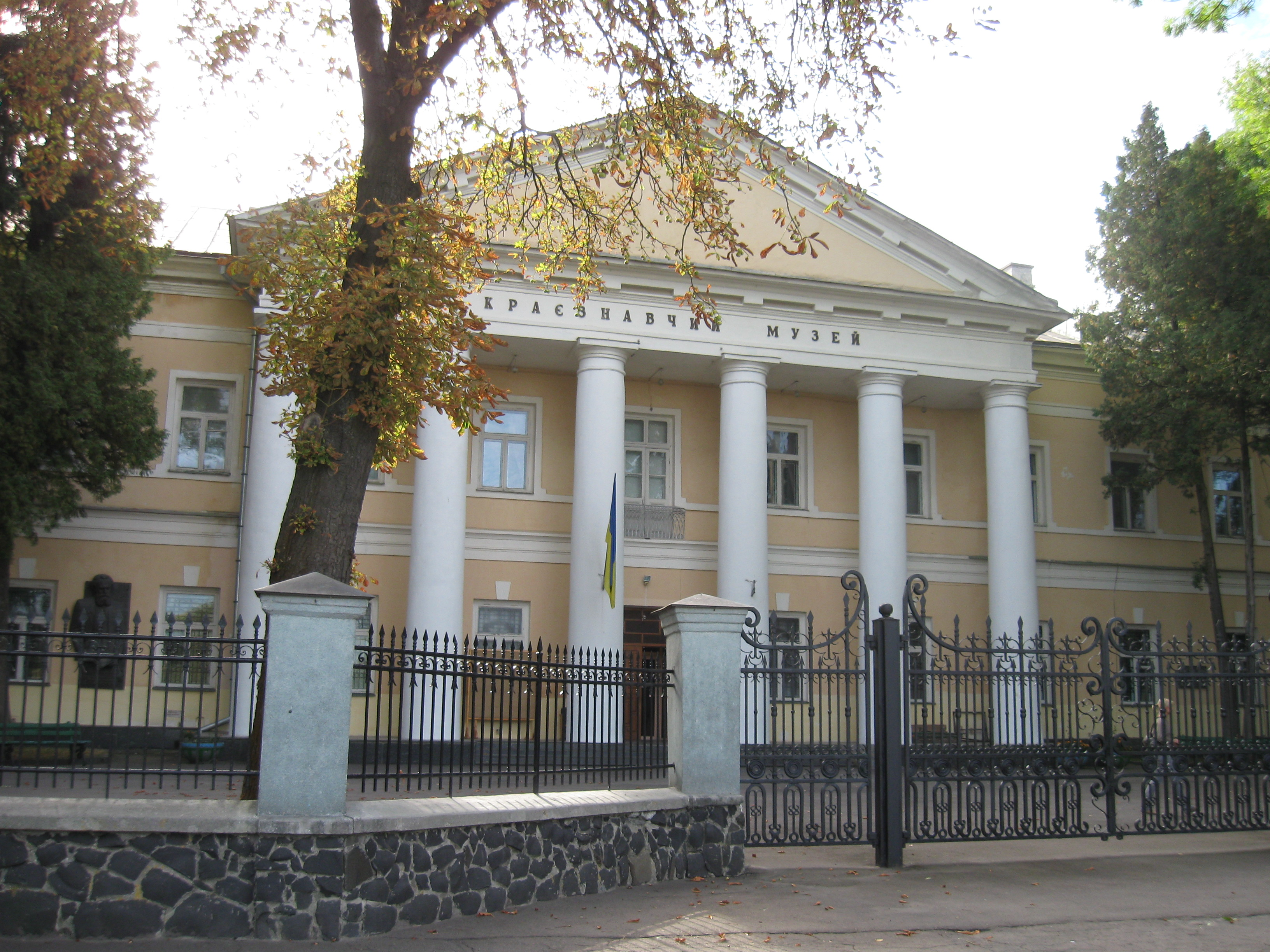
Корпус Рівненської гімназії. Нині Рівненський обласний краєзнавчий музей

У 1837 році біля палацу Любомирських розпочалося будівництво гімназичного корпусу.
У Рівненській гімназії в 1844—1845 роках працював видатний український історик, письменник і громадсько-політичний діяч Микола Костомаров, а в 1866—1871 роках в ній навчався письменник-гуманіст Володимир Короленко.
У 1857 році через місто пролягали шосейні дороги Київ-Брест, а в 1873 році — залізниця між цими містами.
У 1906 році в місті з'явився перший музей. У 1906 році музей було створено у Рівному, на це вказує, зокрема, інформація, вміщена в «Ілюстрованому путівнику по Волині» Мечислава Орловича (Луцьк, 1929). Його фундатором був професор римського права В. Океницький. Подібно до городоцького, він мав чотири відділи: археологічний, етнографічний, нумізматичний та природничий, пізніше створено відділ старовинних книг, гравюр, рукописів. Однак, у часі І світової війни музейні колекції були майже повністю втрачені, а сам 78-річний В. З. Океницький загинув у 1918 році.
У 1912 році почала діяти перша електростанція.
Під час Першої світової війни Рівне протягом тривалого часу було прифронтовим містом. У 1916 році перед наступом російських військ його відвідали імператор Микола II та генерал О. Брусилов. Цікавим були й випадки першого застосування дирижаблів. Цеппелін LZ 39 у грудні 1915 року бомбив Рівне, але отримав значні пошкодження. Згодом авіасудну довелося здійснити аварійну посадку у Луцьку.

## Українська революція
У роки боротьби українського народу за свою незалежність (1917–1920 роки) рівняни пережили чимало горя. Місто переходило з рук у руки. Його жителі зазнали немало лиха від польських, російських, німецьких окупаційних режимів. Будівлі міста нерідко охоплювали пожежі. Як по всій Україні у 1917 році, так і в Рівному встановилося двовладдя Української Центральної Ради та російського Тимчасового уряду.
У 1917—1918 роках у Рівному працювала повітова народна рада, яку очолював І. Коваленко, головою міської управи був Федір Сумневич. Рівне як повітовий центр входило до складу Волинської губернії. 4 березня 1918 року згідно із «Законом про новий територіально-адміністративний поділ України» Рівне мало стати центром однієї з 30 земель України — Погориння, до складу якої мали увійти Рівненський, Острозький, Заславський, Кременецький, південна частина Дубенського і західна частина Старокостянівського повітів. Проте цей поділ не було втілено в життя у зв'язку з подіями воєнного часу.
На початку квітня 1919 року у місто прибув уряд Української Народної Республіки, де його 9 квітня було переформовано. Новий уряд очолив Борис Мартос. Тоді ж було проведено і реорганізацію Директорії, яку очолював Симон Петлюра. Але 24 травня 1919 року місто було захоплено військами Новгород-Сіверської бригади 1-ї української радянської дивізії. У місті було встановлено органи радянської влади, зокрема почав працювати ревком. Чекісти знищили передову українську інтелігенцію Рівного.

## Польська республіка
13 серпня 1919 року місто було захоплено польськими військами. 9 вересня воно включається до складу новоутвореного Волинського округу. У Рівному було створено повітові та міські органи управління. 4 лютого 1921 року (ще до підписання Ризького мирного договору) територію Рівненщини було поділено та включено до складу новоутворених Волинського та Поліського воєводств Польщі. Рівненський повіт (з центром у м. Рівне) віднесено до складу Волинського воєводства (адміністративний центр — м. Луцьк). Головним органом міського самоврядування міста Рівного в 1920-1930-ті роки був магістрат.
Всупереч репресіям з боку польської влади у місті тривало українське культурне життя, активно працювали громадські організації національно-патріотичного спрямування — «Просвіта» (до 1929 року), «Пласт», Союз українок та інші, а також нелегальні організації ОУН і КПЗУ.
Цей період по датах:
- 21 квітня 1921 — розпорядження Волинського воєводи про впровадження державної мови — польської у всіх державних і громадських установах на території воєводства.
- 1922 — відродження діяльності Рівненської «Просвіти» (до заборони в 1928 році).
- 1923 — початок діяльності КПЗУ на території краю (до розпуску Комінтерном у 1938 році).
- 1924—1933 — діяльність української кооперації.
- Травень 1925 — у Рівному відбувся судовий процес над 101 українцем за політичними мотивами.
- 1925 — закрито рівненську сірникову фабрику під тиском американсько-шведського сірникового концерну.
- 1925 — розпочато польським урядом парцеляцію землі. У Волинському воєводстві розпарцельовано до кінця 1938 року 336 тис. га землі.
- 1926 — розпочато видобування граніту на терені Сарненського і
- 1926 — початок діяльності осередків УСРП.
- 1927 — створення у Рівному «Союзу українок».
- Осінь 1927 — уперше відбувся у Рівному Великий міжрегіональний ярмарок «Волинські торги», який надалі стає щорічним.
- 1930 — почав виходити у Рівному науково-освітній краєзнавчий збірник польською мовою «Рочник Волинський» (ред. Якуб Гоффман).
- 11 березня 1930 — польська поліція провела репресії проти учасників Шевченківської академії у театрі Зафрана.
- 5 квітня 1931 — у Рівному вдруге освячено Свято — Воскресенський собор[8].

### Друга світова війна
17 вересня 1939 року в місто увійшли війська РСЧА. Після приєднання Західної України до Української РСР Указом Президії Верховної Ради СРСР від 04.12.1939 року створено Ровенську область з центром у м. Ровно. Місто також стало центром Ровенського району.
Рівне було окуповане німецькими військами 28 червня 1941 року. На момент зайняття міста німцями евакуюватися змогла лише невелика частина його жителів. Евакуювались в першу чергу ті, хто прибув до міста після приєднання західних областей України до СРСР в 1939 році. Якоїсь планової, чіткої організації евакуації населення не було.
На окупованій частині території сучасної України й південних областях Білорусі був утворений Райхскомісаріат Україна, адміністративно-територіальна одиниця німецького цивільного управління. Райхскомісаріат утворено за наказом А. Гітлера 20 серпня 1941 року. Райхскомісаром України в тому ж наказі фюрер призначив гауляйтера і верховного президента Східної Пруссії Е. Коха, а центром райхскомісаріату визначив місто Рівне. Підпорядковувався Міністерству окупованих східних територій у Берліні (Німеччина) на чолі з райхсміністром А. Розенбергом. В адміністративному статусі існував з 20 серпня 1941 року до 15 листопада 1944 року, як територіальна одиниця — із 1 вересня 1941 року до кінця квітня 1944 року.
У Рівне прибули сотні гітлерівських чиновників різних рангів: комісарів, інспекторів, фюрерів і т. д., які не лише дотримувалися вимог гітлерівського окупаційного «нового порядку», але активно виявляли ініціативу в грабежі матеріальних і культурних надбань. Окупаційний режим у райхскомісаріаті передбачав використання певних елементів, які мали надати йому національного забарвлення — визнання української мови як офіційної нарівні з німецькою, запровадження карбованця, утворення української допоміжної поліції тощо. Деякі українські націоналістичні діячі сприйняли утворення райхскомісаріату як крок до утворення української держави під протекторатом Німеччини. Насправді концепція Райхскомісаріату трактувала Україну виключно як географічну область, а не як політичне чи національне утворення. Для підкреслення цього факту Еріх Кох вибрав центром райхскомісаріату не Київ, а провінційне місто Рівне. У післявоєнний час планувалося приєднати райхскомісаріат до території Третього Райху. Увесь апарат цивільної адміністрації разом з органами СС і поліції підкорявся рейхсфюрерові і шефові німецької поліції. Окупанти мали у своєму розпорядженні поліційні сили, які слідкували за порядком. Їх основним завданням було утримання населення окупованих територій у покорі та ліквідація всіх спроб опору. У місті за далеко не повними даними знищили 121 тисячу мирних людей.
Не дивлячись на потужну систему охорони, німецьким окупантам в їхній новій столиці було вкрай неспокійно. У місті та на території Рівненської області діяли організації більшовицького антинімецького підпілля (зокрема організації П. Мірющенка та М. Остафова, остання була створена на початку 1942 року і налічувала близько 400 осіб).

### Повоєнний період
Після 2 лютого 1944 року, коли у місто увійшла Червона армія, у Рівному та на Рівненщині відновлюються обласні, міські та районні органи.
Німецькі війська завдали місту величезної шкоди. Скрізь були купи цегли, заліза, згарища, воронки від бомб, коробки зруйнованих будинків, повалені телеграфні стовпи. Місто залишилося без світла, зв'язку і води.
Мешканці міста взялися за відбудову зруйнованого господарства. Роботи на електростанції і водоканалі не припинялись навіть уночі. На сьомий день після визволення місто одержало електроенергію.
Відразу почалися масові репресії проти учасників національно-визвольного руху, насамперед, — проти воїнів УПА. Приміщення, де за радянських часів була швейна фабрика, історично будувалося як тюрма. Про цю тюрму згадував ще В. Г. Короленко. За часів окупації там катували і страчували людей німці, з приходом Совєтів тюрма перейшла у відомство НКВС. Інтенсивність «працівників» посилилася. Влада організувала масову міграцію в місто управлінських кадрів з інших районів України. На Ровенщині боротьба з «бандерівцями» тривала як мінімум до 1953 року. Залучення армії виявилося неефективним. Інформація від солдатів і командирів передавалася воякам УПА, ті встигали вжити контрзаходів. До репресивних заходів почали залучати насамперед війська НКВС із особовим складом, що призивався не з України. Спецпідрозділами НКВС проводилися каральні спецоперації: вояки, перевдягнені в форму УПА, катували, знищували мирне населення, намагаючись ініціювати громадську думку, що ці звірства чинять бандерівці.
23 березня 1944 року було проведено перший недільник, на якому працювало 2800 жителів. На відбудові і впорядкуванні міста кожен житель відпрацював близько 50 годин.
У першу річницю визволення міста місцеві жителі добились чималих успіхів. Було відбудовано 30 підприємств, у тому числі шкіряний, маслоробний, пивоварний заводи, миловарня, макаронна фабрика, млини, сім шкіл, кінотеатр «Партизан», краєзнавчий музей, дві лікарні, поліклініка.
З 1949 року в Рівному почалося будівництво багатоповерхових будинків. У 1950 році було завершено відновлення зруйнованого війною господарства.
У 1951 році на місці спаленого фашистами в роки війни залізничного вокзалу був збудований новий.
Наступні десятиліття стали періодом інтенсивного росту і розвитку міста. Будувалися нові житлові квартали в центрі міста, з'явилися нові мікрорайони. Створювалися нові потужні підприємства, такі як гігант легкої індустрії України Рівненський льонокомбінат, хімічне підприємство «Азот», Рівненський газорозрядний завод, Рівненський завод високовольтної апаратури, Рівненський завод тракторних запчастин, тощо, відкривалися нові установи освіти, науки, культури. До цього періоду відносять розвиток трьох вишів Рівного: інституту інженерів водного господарства (виш всесоюзного значення), педагогічного інституту та інституту культури. На базі цих інститутів в роки незалежної України розширилися до академії та університету.
1973 — перша лінія Рівненського тролейбусу.

## Незалежна Україна
Назавжди в історію міста увійшла постанова Президії Верховної Ради Української РСР № 1183-XII «Про приведення назви міста Ровно і Ровенської області у відповідність до правил українського правопису» (1991), згідно з якою місто Ровно іменувалося Рівне, а область — Рівненська.

### Виноски
1. ↑  Постанова Верховної Ради УРСР від 11 червня 1991 року № 1183-XII «Про приведення назви міста Ровно і Ровенської області у відповідність до правил українського правопису»
2. ↑  Історія краю. rivne.travel. Рівненщина туристична. Архів оригіналу за 30 січня 2019. [Архівовано 2019-01-30 у Wayback Machine.]
3. ↑  Назва нашого міста. (1990 рік). Архів оригіналу за 24 червень 2018. Процитовано 8 лютий 2019. [Архівовано 2018-06-24 у Wayback Machine.]
4. ↑  Легенда про місто Рівне. Архів оригіналу за 30 січень 2019.
5. 1 2  Історія міста Рівне. Архів оригіналу за 30 січень 2019. Процитовано 29 січень 2019.
6. ↑  Історична довідка про місто Рівне. Архів оригіналу за 7 липень 2018.
7. ↑  Історія Рівного. travel.rv.ua (укр.). travel.rv.ua - туристичний сайт міста Рівне. Архів оригіналу за 14 січня 2019. Процитовано 29 січня 2019. [Архівовано 2019-01-14 у Wayback Machine.]
8. ↑  Рівне у міжвоєнний період (1920-1939 рр.). Архів оригіналу за 26 червень 2018.
9. ↑  Себта Т. Райхскомісаріат Україна // Енциклопедія історії України: у 10 т. / редкол.: В. А. Смолій (голова) та ін.; Інститут історії України НАН України. — Київ: Наукова думка, 2012. — Т. 9. — С. 126—128. — ISBN 978-966-00-1290-5.
10. ↑  Кравчук, Д. (2015). Радянське підпілля на Рівненщині під час німецько-радянської війни (PDF). Наукові записки Національного університету «Острозька академія». Серія «Історичні науки»  (укр.) (24): 78—80. ISSN 2409-6806. Архів оригіналу (PDF) за 30 січня 2019. Процитовано 12.02.2019.
11. 1 2  Рівне в повоєнний період. Архів оригіналу за 30 квітень 2018. Процитовано 8 лютий 2019.